# ولادیمیر سوریا
ولادیمیر سوریا (اسپانیایی: Vladimir Soria‎؛ زادهٔ ۱۵ ژوئیهٔ ۱۹۶۴) بازیکن سابق و مربی فوتبال اهل بولیوی است.
از باشگاه‌هایی که در آن بازی کرده‌است می‌توان به باشگاه فوتبال بولیوار اشاره کرد.
وی همچنین در تیم ملی فوتبال بولیوی بازی کرده‌است.